# سمغان
سُمغان، روستایی در دهستان سمغان بخش مرکزی شهرستان کوه‌چنار در استان فارس ایران است. این روستا، مرکز دهستان سمغان است.

## جمعیت
بر پایه سرشماری عمومی نفوس و مسکن در سال ۱۳۹۵، جمعیت این روستا برابر با ۱٬۱۸۸ نفر (۳۳۶ خانوار) بوده است.